# Зенон Кузеля
Зено́н Францискович Кузе́ля (23 червня (6 липня) 1882, с. Поручин, нині Тернопільського району, Тернопільська область, Україна — 24 травня 1952, Париж, Іль-де-Франс, Франція) — український мовознавець, бібліограф, фольклорист, історик, журналіст, етнограф, редактор, видавець, громадський діяч.
Криптоніми: К., З. К., КуЗ. З.; К-я З.; Х.; Ки. та ін.

## Біографія

Зліва праворуч. Стоять: Євген Коновалець, невідома, Зенон Кузеля, Ольга Кузеля, Ольга Коновалець, Омелян Сеник, Ріхард Ярий, Степан Федак-молодший. Сидять: невідома, Юліан Головінський, Ольга Яра. Берлін 1927 рік.

Народився 6 липня 1882 в с. Поручин (тоді Бережанський повіт, Королівство Галичини та Володимирії, Австро-Угорщина, нині Тернопільського району, Тернопільська область, Україна) в сім'ї лісника. Його мати була сестрою С. Лепкого, батька Богдана Лепкого.
З 1894 року навчався у Бережанській гімназії. Тут у 1898 році він згуртував гімназійних товаришів у таємний гурток «Молода Україна». На цей час припав початок його діяльності як етнографа-збирача та журналістські проби пера. Друкувався у газеті «Діло».
За його спогадами, десь у 1897 році з метою економії грошей пішки пішов до Львова, щоб купити книг. Також тоді спілкувався з Іваном Франком.
Здобувши в Бережанах гімназійну освіту у 1900 році, вступив до Львівського університету. Згодом переїхав до Відня, столиці Австро-Угорщини, продовжив навчання у Віденському університеті, протягом 1902—1904 року був головою українського студентського товариства «Січ». Під час навчання працював перекладачем з слов'янських мов, бібліотекарем у музеї австрійської етнографії, секретарем професора В. Ягича.
Після закінчення університету Зенон Кузеля працював спочатку у Відні. У 1904 р. взяв участь у першій комплексній етнографічній експедиції українських народовців, організованій Іваном Франком, під час якої найбільше та найглибше дослідили жителів і побут бойківського села Мшанець.
Навесні 1909 року переїхав до Чернівців. Того ж року став дійсним членом Наукового товариства ім. Т. Шевченка у Львові.
З початком Першої світової війни він знову переїхав до Відня, займався громадською працею. В 1916–1920 роках вів культурно-освітню роботу в таборі полонених серед полонених українців-воїнів російської армії у Зальцведелі (Німеччина).
Переїхавши у 1920 році до Берліна, працював редактором часопису «Українське Слово» та видань видавництв «Українська Накладня», Ukrainische Kulturberichte та «Українське Слово». Викладав українську мову в Берлінському університеті.
1943 — вийшов з друку великий «Українсько-німецький словник», опрацьований З. Кузелею і Я. Рудницьким (див. Спілка В.).
1944–1952 — працював у Мюнхені головою Комісії Допомоги Українському Студентству. Ця організація дала допомогу тисячам українських студентів на чужині. Продовжував працю у видавництвах, був співавтором першої частини «Енциклопедії Українознавства» (Мюнхен — Нью-Йорк, 1949).
1949 — був обраний головою Наукового Товариства ім. Т. Шевченка. В період 1948—1949 років редагував журнал «Сьогочасне й минуле». 1951 — оселився м. Сарсель поблизу Парижа.

## Наукова діяльність
Підготував список наукової літератури до праці Володимира Гнатюка «Похоронні звичаї та обряди» (1912), уклав покажчик «З культурного життя України» (1918), давав бібліографічні огляди для наукових видань — українських і зарубіжних. Разом із М. Чайковським упорядкував альманах «Січ» (1908), де опублікував розвідку «Історія віденської Січі», культурологічний нарис «Рік 1918 на Україні» (1918), уклав збірник на пошану Богдана Лепкого «Золота Липа» (1924), бібліографію його творів (вміщена у праці В. Лева «Богдан Лепкий. 1872—1921. Життя і творчість», що вийшла 1976 як один з томів ЗНТІІІ).
Як мовознавець Кузеля розпочав свою діяльність з укладання «Словаря чужих слів» (12 000 слів чужого походження в українській мові), що вийшов у співавторстві з М. Чайковським 1910 у Чернівцях.
Одним із значних досягнень української лексикографії є «Українсько-німецький словник» (Лейпциг, 1943), укладений Кузелею разом з Я.-Б. Рудницьким за участю К. Г. Маєра. Кузеля опрацював у ньому матеріали на літери П — Я, підготував бібліографічний покажчик.
Кузеля — автор праці «Історичний розвиток і сучасний стан українського словникарства» (1947), в якій висловив свої погляди на значення словників і їх роль у культурному житті народу, оцінив словникові видання від давнини до середини 20 ст., охарактеризував працю у галузі лексикографії українських вчених в еміграції.

## Твори
Автор наукових праць «Наші сільські оповідачі» (1908), «Борис Грінченко як етнограф» (1910), «Ярмарки на дівчата: Причинок до української етнології», «Причинки до етнографічної діяльності Опанаса Васильовича Маркевича» (1925) та ін.
Видання українською
- Словар чужих слів: 12000 слів чужого походження в українській мові / Зібр. Кузеля З., Чайковський М.; Ред. Кузеля З., — Чернівці, 1910. — 368 с.
- Кузеля З. Народна духовна культура: [Народні звичаї, народна мистецька творчість] // Енциклопедія українознавства. Заг. частина. Перевид. в Україні. — К., 1994. — С. 228—239.
- Кузеля З. Народне будівництво // Енциклопедія українознавства. Заг. частина. Перевид. в Україні. — К., 1994. — С. 214—219.
- Кузеля З. Народні звичаї й обряди, пов'язані з родинним життям // Енциклопедія українознавства. Заг. частина. Перевид. в Україні. — К., 1994. — С. 239—244.
- Кузеля З. Народне знання // Енциклопедія українознавства. Заг. частина. Перевид. в Україні. — К., 1994. — С. 250—251.
- Кузеля З. Племінний розподіл і етнографічні групи // Енциклопедія українознавства. Заг. частина. Перевид. в Україні. — К., 1994. — С. 194—199.
- Кузеля З., Одарченко П. Історія української етнографії // Енциклопедія українознавства. Заг. частина. Перевид. в Україні. — К., 1994. — С. 187—194.
- Кузеля З. З культурного життя України / написав Др. Зенон Кузеля. — Ксерокопія. — Б. м. : б. в., 19––. — 85, 1 с. —(Бібліотека полонених українців табору Зальцведель ; ч. 5). [Архівовано 2 березня 2019 у Wayback Machine.]
- Рік 1918 на Україні: зб. ст. / зложив і видав, передм.: Др. Зенон Кузеля ; складали: Филипів, Шустенко, Хрущів. — Ксерокопія. — Б. м. : б. в., 19––. — 39 с. [Архівовано 2 березня 2019 у Wayback Machine.]
- Кузеля З. Словник чужих слів / др. Зенон Кузеля. — Київ ; Ляйпціґ: Укр. Накладня, 19–?. — 352 с. [Архівовано 28 січня 2021 у Wayback Machine.]
- Кузеля З. Памяти Хведора Вовка / написав Зенон Кузеля. — Зальцведель: Накладом «Вид. Ком. К. К. П. У.», 1918. — 19 с. — (Бібліотека полонених українців табору Зальцведель ; ч. 6). [Архівовано 20 квітня 2022 у Wayback Machine.]

Видання німецькою
- Die Ausländer über die Ukrainer // Ukrainische Rundschau, 1909 — № 4.
- Die Selbstständigkeitbestrebungen in der Sowjet-Ukraine // Die Ukraine unter Fremdherrschaft. Berlin, 1928. S. 9–20.
  - англомовна версія: The efforts for the independence in the Sowjet-Ukraina // The Ukrainian question, a peace problem. Geneva, 1928. P. 7–14.
- Die Ukrainer in Rumänien // Die Ukraine unter Fremdherrschaft. S. 42–48.
- Der Einfluss der Kirche auf das ukrainische Volksleben // Ukraine und die kirchliche Union. Berlin: Germania, 1930. S. 77–93.
- Bibliographie der wichtigsten Literatur über die Union der östlichen Kirche mit Rom // Ukraine und die kirchliche Union. S. 119—133.
- Ukrainische Kultur // Ukraine von gestern und heute. Berlin, [1933]. S. 47–60.
- Die natürliche Bewegung der Bevölkerung der Ukraine in der Zeit von 1897—1932 // Ukrainische Kulturberichte. 1936, № 21.
- Anfänge der ukrainischen Buchdruckerkunst // Ukrainische Kulturberichte. 1936, № 23.
- Der Deutsche Schweitpold Fiol als Begründer der ukrainischen Buchdruckerkunst // Gutenberg-Jahrbuch, Bd. 11 (1936). S. 73–81.
- Schewtschenko und sein national-politisches Vermächtnis // Taras Schewtschenko. Der ukrainische Nationaldichter. Berlin, 1937. S. 31–42.
- Mykola Lysenko (1842—1912) // Ukrainische Kulturberichte. 1937, № 35.
- Das ukrainische Volk // Handbuch der Ukraine. Im Auftrage des Ukrainischen Wissenschaftlichen Instituts in Berlin hrsg. von I. Mirtschuk. Leipzig: Harrassowitz, 1941. S. 31–56.
- Die nationalen Minderheiten in der Ukraine // Handbuch der Ukraine. S. 94–98.
- Der soziale Aufbau der ukrainischen Gemeinschaft // Handbuch der Ukraine. S. 146—157.
- Die Presse // Handbuch der Ukraine. S. 158—163.

### Статті в енциклопедіях
- Железняк М. Г.. Кузеля Зенон Францискович // Енциклопедія сучасної України / ред. кол.: І. М. Дзюба [та ін.] ; НАН України, НТШ. — К. : Інститут енциклопедичних досліджень НАН України, 2001–2024. — ISBN 966-02-2074-X.
- Погребинник Ф. П. Кузеля Зенон Францискович // Українська мова : енциклопедія / НАН України, Інститут мовознавства ім. О. О. Потебні, Інститут української мови; редкол.: В. М. Русанівський  (співголова), О. О. Тараненко (співголова), М. П. Зяблюк та  ін. — 2-ге вид., випр. і доп. — К. : Вид-во «Укр. енцикл.» ім. М. П. Бажана, 2004. — 824 с. : іл. — ISBN 966-7492-19-2. — С. 283—284.
- Ковальчук О., Грузін Д. Кузеля Зенон [Архівовано 19 серпня 2016 у Wayback Machine.] // Енциклопедія історії України : у 10 т. / редкол.: В. А. Смолій (голова) та ін. ; Інститут історії України НАН України. — К. : Наукова думка, 2009. — Т. 5 : Кон — Кю. — С. 447. — ISBN 978-966-00-0855-4.
- Кузеля Зенон // Енциклопедія українознавства. Під ред. В. Кубійовича. — Львів, 1994. — Т. 4. — С. 1225.
- Кузеля Зенон // Українська мала енциклопедія : 16 кн. : у 8 т. / проф. Є. Онацький. — Накладом Адміністратури УАПЦ в Аргентині. — 1960. — Т. 3, кн. VI : Літери Ком — Ле. — С. 783-784. — 1000 екз.
- Погребенник Ф. Кузеля Зенон // Українська літературна енциклопедія: У 5 т. — К., 1995. — Т. 3. — С. 86.

### Бібліографії
- Мазурак Я. Кузеля Зенон // Літературна Бережанщина: Біогр. довід. — Бережани, 2000. — С. 62–64.
- Бібліографія українського народознавства. У 3-х т. Зібр. і впоряд. М. Мороз. — Львів, 1999. — Т. 1. — Кн. 2. — С. 1027.
- Кузеля Зенон // Українська діаспора: літературні постаті, твори, біобібліографічні відомості / Упорядкування В. А. Просалової. — Донецьк: Східний видавничий дім, 2012. — 516 с.
- Історія української бібліотечної справи в іменах (кінець XIX ст. — 1941 р.): матеріали до біобібліографічного словника [Архівовано 27 березня 2019 у Wayback Machine.] / авт.-уклад. Л. В. Гарбар ; ред. кол.: Г. В. Боряк, Л. А. Дубровіна (голова), В. І. Попик та ін. ; НАН України, Нац. б-ка України ім. В. І. Вернадського, Ін-т рукопису. — Київ, 2017. — C. 242—243.

### Наукові праці та статті
- Винар Л. Наукове товариство ім. Т. Шевченка і Михайло Грушевський: [Згадується про З. Кузелю] // Укр. історик. — 1968. — № 1–4. — С. 41–51.
- Стасів Б. Син Бережанщини // Бережанське віче. — 1996. — 16 серп.
- Пасемко І. Українське дійство у німецькому світі: [З. Кузеля — заступ. голови НТШ] // Всесвіт. — 1996. — № 12. — С. 204.
- Караванський С. Не минаймо ніже титли, ніже тії коми // Визвольний шлях. — 1997. — № 1. — С. 98.
- Моліцька Г. Про Лепкого він знав усе // Свобода. — 1997. — 16 жовт.
- Палій В. Професор Зенон Кузеля // Бережанське віче. — 1997. — 21 черв.
- Савенко В. Наукова діяльність членів історико-філософської секції НТШ в українознавчій сфері: [З. Кузеля та ін.] // Наукові записки. Серія: Історія. — Тернопіль, 1997. — С. 224.
- Смик Р. Людина, вчений, громадянин, патріот // Жайвір: Літ.-мистец. іст.-краєзнав. альманах. — 1993. — Спец. вип. — С.5.
- Штокало В. Михайло Грушевський і його учні — історики — вихідці із Тернопільщини // Михайло Грушевський — погляд із сьогодення. — Тернопіль, 1997. — С. 140.
- Качкан В. А., Качкан О. В. Культурологічні візії Зенона Кузелі в епістолах: панорама проблеми //Нев'януча галузка калини: Українські літератори, вчені, громадські діячі — в діаспорі.— К., 2011. — С. 99–113.
- Кузеля З. Іменний покажчик
- Мельничук Б., Уніят В. Іван Франко і Тернопільщина. — Тернопіль : Тернограф, 2012. — 280 с. — ISBN 978-966-457-087-6.
- Волинець Н. Ім'я, яке багато скаже // Жайвір. — 1992. — лип. — серп.
- Гусар Ю. У Чернівцях видавав газету «Україна» [про журналіста, редактора З. Кузелю. (23.06.1889-24.05.1952)] Юхим Гусар // Буковинське віче. — 2014. — 5 червня (№ 23). — С. 2.
- Демський М. Ще один із незаслужено забутих // Укр. слово. — 1994. — 30 черв. — (Факти. Спогади. Постаті).